# ブリジット・メンドラー
ブリジット・クレア・メンドラー(英語: Bridgit Claire Mendler、1992年12月18日 - )は、アメリカ合衆国の女優、歌手、シンガーソングライター、ミュージシャン、音楽プロデューサー。
ディズニー・チャンネル放送番組『グッドラック・チャーリー』のテディ役、ディズニー・チャンネル・オリジナル・ムービー『レモネード・マウス』のオリビア役として知られる。

## 来歴

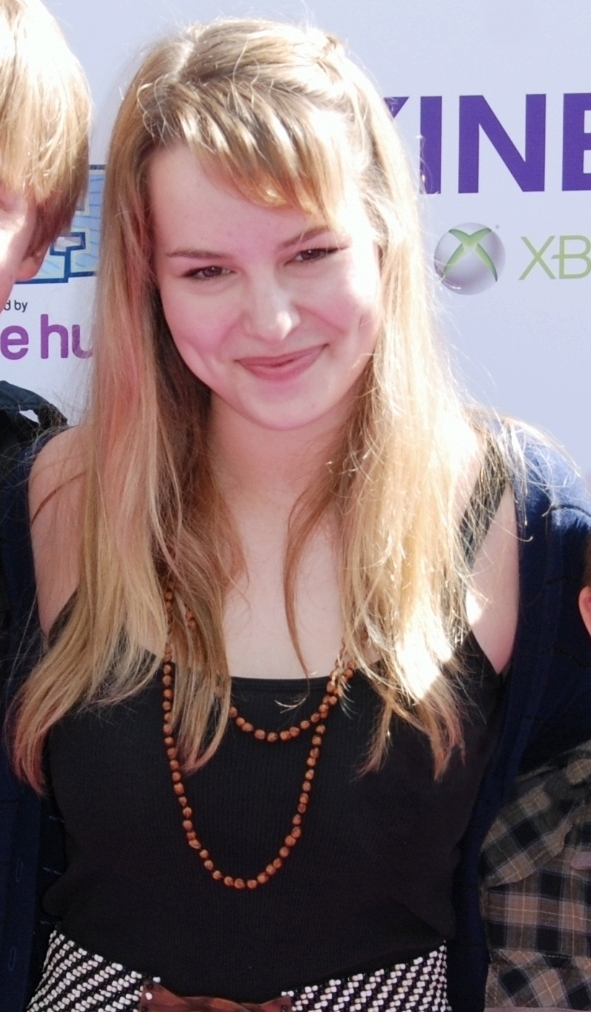
(2010年10月24日)

ブリジット・メンドラーは1992年12月18日、アメリカ合衆国ワシントンD.C.で生まれる。
8歳の時に家族と共にサンフランシスコ郊外のミルバレーに引越、サンフランシスコ・フリンジ・フェスティバルのパフォーマーになる。
兄弟には5歳年下の弟ニックがいる。
2006年、昼ドラマ『ジェネラル・ホスピタル』に出演。2007年の『アリスは悩める転校生』で歌を披露している。2009年『アルビン2 シマリス3兄弟 vs. 3姉妹』で声の出演。同年、ディズニー・チャンネル放送番組『ジョナス』にゲスト出演後、『ウェイバリー通りのウィザードたち』でデヴィッド・ヘンリー演じるジャスティンの恋人でヴァンパイアのジュリエットを演じる。
(また、ヘンリーとは映画『借りぐらしのアリエッティ』の英語吹替版で共演。)
2010年から放送開始されたディズニー・チャンネルのドラマコメディシリーズ『グッドラック・チャーリー』で主演のヒロイン、テディを演じている。
2011年、ディズニー・チャンネル・オリジナル・ムービー『レモネード・マウス』のオリビア役で主演した。全米の初回放映は視聴者570万であった。日本で同年7月16日初放映された。
出演キャストによる『レモネード・マウス サウンドトラック』が発売されが発売され、全米アルバムチャートビルボード200で最高4位となる。同年、『ビバリーヒルズ・チワワ2』で声の出演。映画のプロモーションには自身が歌う "This Is My Paradise" が使用されている。
2011年3月にハリウッド・レコードと契約を締結し、2012年秋にはメンドラー自身のデビューアルバムである『ハロー・マイ・ネーム・イズ・・・』 が北米で発売され、日本では2014年2月5日発売された。
2015年3月、米NBCコメディドラマシリーズ Undateable 第2シーズンからレギュラー出演、バーテンダーのキャンディスを演じている。

### 吹き替え
吹き替えは牛田裕子が担当することが多い

## 私生活

### 学業
メンドラーは2016年に南カリフォルニア大学で人類学の学位を取得している。彼女のバンドに所属していたメンバーの内2人は、同時期に南カリフォルニア大学で学んでいた。入学前、USA Todayに掲載されたブライアン・マンズフィールドとの対談においてメンドラーは、「私の今の計画は、とりあえず1つ授業を受けてみてどうなるかを見ることです。今はとりあえず、自分にとって面白くてできそうなことを勉強し、一般教養科目をこなすことに集中するつもりです。自分の仕事以外のことを知りたいと思っています。」と述べている。2013年から人類学を専攻し、中世の視覚文化（Medieval Visual Culture）と医療人類学などを学んだ。University Star紙に対しては、「現在はパートタイムで大学に行っています。大学での生活を見ると、それがどのようなものか考えさせられますが、現状にはとても満足しています。型にはまらないキャリアパスだと次に何が来るがわからないので、何かをするために自由な時間を取れることはとても良い事だと思っています。」と語っている。因みに、同時期にメンドラーの母親も博士号取得のため南カリフォルニア大学に在学しており、公共政策を研究していた。
メンドラーは2017年5月にMITメディアラボのDirector's Fellowに選出されたことを報告した。翌年2018年にはTwitterでマサチューセッツ工科大学の大学院に進学し、ソーシャルメディアの改善に関する研究に取り組む予定であることを報告した。この研究テーマを選んだ動機としてメンドラーは、「エンターテイナーとして、何年もの間ソーシャルメディアに苦しんできました。ファンと繋がるには、もっと愛情深く人間的な方法があると感じていたからです。」と述べている。2020年に大学院プログラムを修了したが、引き続きマサチューセッツ工科大学 Center for Constructive CommunicationsのSocial Machineチームで研究活動を行い、2024年に博士号を取得した。また、2021年にはハーバード大学の法科大学院であるハーバード・ロー・スクールにも進学しており2024年に法務博士号を取得した。ハーバード・ロー・スクール在籍中にはHarvard Space Law Societyの共同会長も務めている。

## 出演作品

### 映画
| 年   | 邦題 原題                                                                 | 役名                                     | 備考                                               | 吹き替え            |
| ---- | ------------------------------------------------------------------------- | ---------------------------------------- | -------------------------------------------------- | ------------------- |
| 2004 | The Legend of Buddha                                                      | ルーシー Lucy                            | 声の出演                                           | 無し                |
| 2007 | アリスは悩める転校生 Alice Upside Down                                    | パメラ・ジョーンズ Pamela Jones          |                                                    | TBA                 |
| 2008 | ガール・フレンズ The Clique                                               | クリスティン・グレゴリー Kristen Gregory |                                                    | 無し                |
| 2009 | リンジー・ローハンの妊娠宣言！？～ハリウッド式OLウォーズ～ Labor Pains    | エマ・クレイヒル Emma Clayhill           | テレビ映画                                         | 嶋村侑              |
| 2009 | アルビン2 シマリス3兄弟 vs. 3姉妹 Alvin and the Chipmunks: The Squeakquel | ベッカ・キングストン Becca Kingston      |                                                    | うえだ星子          |
| 2011 | ビバリーヒルズチワワ2 Beverly Hills Chihuahua 2                           | アポライン Appoline                      | 声の出演                                           | 雨蘭咲木子          |
| 2011 | レモネード・マウス Lemonade Mouth                                         | オリビア・ホワイト Olivia White          | 主演、ディズニー・チャンネル・オリジナル・ムービー | 牛田裕子            |
| 2011 | グッドラック・チャーリー/ザ・ムービー Good Luck Charlie                   | テディ・ダンカン Teddy Duncan            | 主演、ディズニー・チャンネル・オリジナル・ムービー | 牛田裕子            |
| 2012 | 借りぐらしのアリエッティ The Secret World of Arrietty                     | アリエッティ Arrietty                    | 声の出演                                           | 志田未来 （原語版） |
| 2014 | ザ・マペッツ2 ワールド・ツアー Muppets Most Wanted                        | ミニー Minnie                            | 削除されたシーン                                   | 無し                |
| 2014 | Lennon or McCartney                                                       | 本人                                     | ドキュメンタリー                                   | 無し                |
| 2018 | ファーザー・オブ・ザ・イヤー Father of the Year                           | メレディス Meredith                      |                                                    | 無し                |
| 2019 | メリーハッピーとんでもホリデー Merry Happy Whatever                       |                                          |                                                    | 牛田裕子            |

### テレビ番組
| 年      | 邦題 原題                                                             | 役名                                               | 備考 | 吹き替え |
| ------- | --------------------------------------------------------------------- | -------------------------------------------------- | --- | -------- |
| 2006    | ジェネラル・ホスピタル General Hospital                               | ルルの夢の中の娘 Lulu's dream daughter             | 第44シーズン第16話 "11129"                                                                               | TBA      |
| 2009    | ジョナス Jonas                                                        | ペニー Penny                                       | 第1シーズン第1話 「ラブソングは誰のもの？」                                                              | 牛田裕子 |
| 2009-12 | ウェイバリー通りのウィザードたち Wizards of Waverly Place             | ジュリエット・ヴァン・ヒューゼン Juliet van Heusen | | 牛田裕子 |
| 2010-14 | グッドラック・チャーリー Good Luck Charlie                            | テディ・ダンカン Teddy Duncan                      | 主演 | 牛田裕子 |
| 2011    | フレンズ・フォー・チェンジ ゲームズ Disney's Friends for Change Games | 本人                                               | イエローチームの出場者                                                                                   | 牛田裕子 |
| 2011    | めっちゃ ソー・ランダム So Random!                                    | 本人                                               | 第1シーズン第16話 「レモネード・マウス登場！」                                                           | 牛田裕子 |
| 2011    | Extreme Makeover: Home Edition                                        | 本人                                               | 第9シーズン第9話 "The Walker Family"                                                                     | 無し     |
| 2011    | PrankStars                                                            | 本人                                               | 第1シーズン第6話 "Secret Agent"                                                                          | 無し     |
| 2011    | Degrassi                                                              | エミリー・クアグマイア Emily Quagmire              | 第11シーズン第24話 "Don't Panic (1)"                                                                     | 無し     |
| 2012    | Dr.HOUSE House                                                        | キャリー・ロジャース Callie Rogers                 | 第8シーズン第10話 「家出少女」 "Runaways"                                                                | TBA      |
| 2013    | MTV Live: Bridgit Mendler                                             | 本人                                               | | 無し     |
| 2013    | Violetta                                                              | 本人                                               | 第2シーズン第11話 "A Celebrity, a Song"                                                                  | 無し     |
| 2013    | We Day                                                                | 本人 / プレゼンター                                | テレビ・スペシャル (7th edition)                                                                         | 無し     |
| 2013    | ジェシー! Jessie                                                      | テディ・ダンカン                                   | 第3シーズン第7話 「グッドラック・ジェシー クリスマスはニューヨークで」 "Good Luck Jessie: NYC Christmas" | 牛田裕子 |
| 2015-   | Undateable                                                            | キャンディス Candace                               | メインキャスト (第2シーズン - )                                                                          | 無し     |

### ウェブ番組
| 年        | タイトル                   | 役名 | 備考                       |
| --------- | -------------------------- | ---- | -------------------------- |
| 2005      | The Tourettes Guy          | 少女 | 第1シーズン第1話           |
| 2012      | Austin Mahone Takeover     | 本人 | 第1シーズン第15話          |
| 2012-2013 | VEVO Lift: Bridgit Mendler | 本人 | ドキュメンタリー・シリーズ |

### ビデオゲーム
| 年   | タイトル                 | 役名         | 備考     |
| ---- | ------------------------ | ------------ | -------- |
| 2006 | Bone: The Great Cow Race | ソーン Thorn | 声の出演 |

## ディスコグラフィ
スタジオ・アルバム
- ハロー・マイ・ネーム・イズ・・・ (2012年)

サウンドトラック
- レモネード・マウス サウンドトラック (2011年)

## 受賞歴
| 年   | 賞                                         | カテゴリ                                                  | ノミネート対象                   | 結果       | 参照          |
| ---- | ------------------------------------------ | --------------------------------------------------------- | -------------------------------- | ---------- | ------------- |
| 2009 | ポップタスティック・アワード               | 新人女性                                                  | 本人                             | 受賞       | [ 29 ]        |
| 2010 | ティーン・チョイス・アワード               | テレビのブレイクアウト女性スター                          | グッドラック・チャーリー         | ノミネート | [ 30 ]        |
| 2011 | JaNEWary アワード                          | 最優秀 iTunes ソング                                      | ディターミネイト                 | 受賞       | [ 31 ] [ 32 ] |
| 2012 | キッズ・チョイス・アワード                 | 好きなテレビ女優                                          | グッドラック・チャーリー         | ノミネート | [ 33 ]        |
| 2012 | ヤング・アーティスト・アワード             | テレビシリーズの最優秀パフォーマンス - 助演女優 17歳-21歳 | ウェイバリー通りのウィザードたち | ノミネート | [ 34 ]        |
| 2012 | カプリコ・アワード                         | 国際的女性歌手                                            | 本人                             | ノミネート | [ 35 ]        |
| 2012 | カプリコ・アワード                         | ブレイクアウト・スター                                    | 本人                             | ノミネート | [ 35 ]        |
| 2012 | コモン・センス・メディア・アワード         | 今年のロールモデル                                        | 本人                             | 受賞       | [ 36 ] [ 37 ] |
| 2013 | ショーティ・アワード                       | 最優秀歌手                                                | 本人                             | ノミネート | [ 38 ]        |
| 2013 | ショーティ・アワード                       | 最優秀曲                                                  | レディー・オア・ノット           | ノミネート | [ 38 ]        |
| 2013 | ショーティ・アワード                       | 最優秀女優                                                | グッドラック・チャーリー         | ノミネート | [ 38 ]        |
| 2013 | キッズ・チョイス・アワード                 | 好きなテレビ女優                                          | グッドラック・チャーリー         | ノミネート | [ 39 ]        |
| 2013 | ポップボード・アワード                     | 最優秀ミュージック・ビデオ                                | ハリケーン                       | 受賞       | [ 40 ]        |
| 2013 | ラジオ・ディズニー・ミュージック・アワード | 最優秀女性アーティスト                                    | 本人                             | ノミネート | [ 41 ]        |
| 2013 | ラジオ・ディズニー・ミュージック・アワード | 最優秀アコースティック・パフォーマンス                    | レディー・オア・ノット           | 受賞       | [ 41 ]        |
| 2013 | ラジオ・ディズニー・ミュージック・アワード | 最優秀ミュージック・ビデオ                                | レディー・オア・ノット           | ノミネート | [ 41 ]        |
| 2013 | Dammit アワード                            | ブレイクアウト・スター                                    | 本人                             | ノミネート | [ 42 ]        |
| 2013 | ティーン・チョイス・アワード               | 好きなテレビ女優 - コメディの主演                         | グッドラック・チャーリー         | ノミネート | [ 43 ]        |
| 2013 | メキシコ・キッズ・チョイス・アワード       | 最優秀国際的アーティスト                                  | 本人                             | ノミネート | [ 44 ]        |
| 2013 | MTVヨーロッパ・ミュージック・アワード      | ベスト・プッシュ                                          | 本人                             | ノミネート | [ 45 ]        |
| 2013 | MTVヨーロッパ・ミュージック・アワード      | 上昇アーティスト                                          | 本人                             | ノミネート | [ 45 ]        |
| 2014 | ポップクラッシュ・ミュージック・アワード   | 最優秀ニュー・アーティスト                                | ブリジット・メンドラー           | ノミネート | [ 46 ]        |
| 2014 | キッズ・チョイス・アワード                 | 好きなテレビ女優                                          | グッドラック・チャーリー         | ノミネート | [ 47 ]        |
| 2014 | ドゥー・サムシング・アワード               | セレブのゴーン・グッド                                    | セーブ・ザ・チルドレンと仕事     | 未決定     | [ 48 ]        |
| 2014 | ワールド・ミュージック・アワード           | 最高のライブ演技                                          | 本人                             | ノミネート | [ 49 ]        |
| 2014 | ワールド・ミュージック・アワード           | 世界最優秀女性アーティスト                                | 本人                             | ノミネート | [ 50 ]        |
| 2014 | ワールド・ミュージック・アワード           | 世界最優秀エンターテイナー                                | 本人                             | ノミネート | [ 51 ]        |
| 2014 | ワールド・ミュージック・アワード           | 世界最優秀曲                                              | レディー・オア・ノット           | ノミネート | [ 52 ]        |
| 2014 | ワールド・ミュージック・アワード           | 世界最優秀ビデオ                                          | レディー・オア・ノット           | ノミネート | [ 53 ]        |